# Wistoria: Wand and Sword
Wistoria: Wand and Sword (杖と剣のウィストリア?, Tsue to tsurugi no uisutoria) è un manga scritto da Fujino Ōmori e disegnato da Toshi Aoi. Ha iniziato la serializzazione sulla rivista di manga shōnen di Bessatsu Shōnen Magazine di Kōdansha nel dicembre 2020. A luglio 2025 la serie ha tredici volumi tankōbon pubblicati. La storia narra di un ragazzo che apparentemente non ha talento per la magia, che si fa strada, con solo le sue abilità di spadaccino, in un istituto magico per riunirsi alla sua amica d'infanzia. Una serie televisiva anime, prodotta da Actas e Bandai Namco Pictures, è andata in onda dal 7 luglio al 29 settembre 2024. Una seconda stagione è prevista per il 2026.

## Trama
Centinaia di anni fa, degli invasori provenienti dal cielo devastarono la terra e quasi distrussero il mondo. Per respingere gli invasori, cinque maghi si unirono e crearono una potente barriera per tenerli lontani, tutto questo in cima a un'enorme torre, la Mercedes Caulis, e divennero noti come i primi Magia Vander. L'accademia magica Rigarden è focalizzata sulla formazione di maghi, compresi quelli abbastanza forti da diventare a loro volta Magia Vander e continuare la tradizione di mantenimento della barriera che protegge il regno.
Will Serfort è uno studente che ha giurato di diventare abbastanza forte da essere accettato nella Mercedes Caulis e riunirsi alla sua amica d'infanzia, Elfaria Albis Serfort, la più giovane maga ad essere mai diventata una Magia Vander. Tuttavia, Will non ha alcuna attitudine per la magia, essendo riuscito a progredire negli studi finora con punteggi perfetti nei test scritti e crediti extra ottenuti cacciando mostri nel dungeon della scuola, ma solo poche persone conoscono il suo vero potere. Ciò che gli manca in magia lo compensa con la sua abilità nella spada ed è capace di sconfiggere mostri potenti contro cui persino i maghi più forti hanno difficoltà. Mentre Will continua a perseguire il suo sogno, lungo il cammino si fa amici e nemici, dimostrando al contempo i suoi veri poteri che scuotono le fondamenta stesse del mondo.

## Personaggi
Will Serfort (ウィル・セルフォルト?, Wiru Seruforuto)
Doppiato da: Kōhei Amasaki
Elfaria Albis Serfort (エルファリア・アルヴィス・セルフォルト?, Erufaria Aruvisu Seruforuto)
Doppiata da: Akira Sekine
Colette Loire (コレット・ロワール?, Koretto Rowāru)
Doppiata da: Satomi Amano
Sion Ulster (シオン・アルスター?, Shion Arusutā)
Doppiato da: Masaaki Mizunaka
Julius Reinberg (ユリウス・レインバーグ?, Yuriusu Reinbāgu)
Doppiato da: Tetsuya Kakihara
Wignall Lindor (イグノール・リンドール?, Igunōru Rindōru)
Doppiato da: Kengo Kawanishi
Lihanna Owenzaus (リアーナ・オーウェンザウス?, Riāna Ōuenzausu)
Doppiata da: Lynn
Rosti Nauman (ロスティ・ナウマン?, Rosutii Nauman)
Kiki (キキ?)
Doppiata da: Aoi Inase

## Media

### Manga
Scritto da Fujino Ōmori e disegnato da Toshi Aoi, Wistoria: Wand and Sword ha iniziato la serializzazione sulla rivista Bessatsu Shōnen Magazine di Kōdansha il 9 dicembre 2020. La serie ha concluso la sua prima parte l'8 maggio 2023. A luglio 2025 la serie conta tredici volumi tankōbon. 
Durante il proprio panel all'Anime NYC, Kodansha USA ha annunciato di aver acquistato i diritti per una pubblicazione in lingua inglese della serie e che il primo volume sarebbe uscito nel quarto trimestre del 2022. In Spagna la serie viene pubblicata da Pika Édition.
In Italia la serie è stata annunciata da Musubi Edizioni che la pubblica a partire dal 22 novembre 2024.

#### Volumi
| Nº | Data di prima pubblicazione | Data di prima pubblicazione | Data di prima pubblicazione | Data di prima pubblicazione                                                |
| Nº | Giapponese                  | Giapponese                  | Italiano                    | Italiano                                                                   |
| -- | --------------------------- | --------------------------- | --------------------------- | -------------------------------------------------------------------------- |
| 1  | 9 aprile 2021               | ISBN 978-4-06-522519-6      | 22 novembre 2024            | ISBN 979-12-820120-1-0 (ed. regolare) ISBN 979-12-82012-00-3 (ed. variant) |
| 2  | 6 agosto 2021               | ISBN 978-4-06-524474-6      | 21 febbraio 2025            | ISBN 979-12-820120-4-1                                                     |
| 3  | 9 dicembre 2021             | ISBN 978-4-06-526275-7      | 13 giugno 2025              | ISBN 979-12-82012-07-2                                                     |
| 4  | 8 aprile 2022               | ISBN 978-4-06-527520-7      | —                           | —                                                                          |
| 5  | 9 settembre 2022            | ISBN 978-4-06-529143-6      | —                           | —                                                                          |
| 6  | 6 gennaio 2023              | ISBN 978-4-06-530335-1      | —                           | —                                                                          |
| 7  | 8 giugno 2023               | ISBN 978-4-06-531874-4      | —                           | —                                                                          |
| 8  | 6 ottobre 2023              | ISBN 978-4-06-533145-3      | —                           | —                                                                          |
| 9  | 8 febbraio 2024             | ISBN 978-4-06-534548-1      | —                           | —                                                                          |
| 10 | 7 giugno 2024               | ISBN 978-4-06-535800-9      | —                           | —                                                                          |
| 11 | 8 novembre 2024             | ISBN 978-4-06-537045-2      | —                           | —                                                                          |
| 12 | 7 marzo 2025                | ISBN 978-4-06-538727-6      | —                           | —                                                                          |
| 13 | 9 luglio 2025               | ISBN 978-4-06-539994-1      | —                           | —                                                                          |

### Anime
Un adattamento televisivo anime è stato annunciato a febbraio 2024. La serie è prodotta da Actas e Bandai Namco Pictures e diretta e scritta da Tatsuya Yoshihara, con Sayaka Ono al character design e Yūki Hayashi che ha composto la colonna sonora. È andato in onda dal 7 luglio al 29 settembre 2024 su TBS e le sue affiliate. La sigla di apertura è Fire and Fear eseguita da Penguin Research, mentre la sigla di chiusura è Frozen eseguita da True. I diritti per lo streaming della serie sono stati acquistati da Muse Communication per il sud-est asiatico e da Crunchyroll per il resto del mondo.
Dopo la messa in onda dell'episodio finale, è stata annunciata una seconda stagione. È prevista per il 2026.

#### Episodi
| Nº | Titolo italiano Giapponese 「Kanji」 - Rōmaji                                  | In onda           | In onda |
| Nº | Titolo italiano Giapponese 「Kanji」 - Rōmaji                                  | Giapponese        |         |
| 1  | Come una spada solitaria 「一振りの剣のように」 - Ichi furi no tsurugi no yōni | 7 luglio 2024     |         |
| 2  | Indomabile 「不屈のごとく」 - Fukutsu no gotoku                                | 14 luglio 2024    |         |
| 3  | Order & Watcher                                                                | 21 luglio 2024    |         |
| 4  | La Vigilia del Grande Festival 「大祭前夜」 - Taisai zen'ya                    | 4 agosto 2024     |         |
| 5  | Risuoni lo sparo d'inizio 「号砲を上げよ」 - Gōhō o ageyo                      | 11 agosto 2024    |         |
| 6  | Tra orgoglio e passione 「矜持と熱情の間」 - Kyōji to netsujō no ma            | 18 agosto 2024    |         |
| 7  | El Glace Frosse 「十二の氷秘法」 - Kyōji to netsujō no ma                      | 25 agosto 2024    |         |
| 8  | Shall we date?                                                                 | 1º settembre 2024 |         |
| 9  | L'inizio della prova 「実習開始」 - Jisshū kaishi                              | 8 settembre 2024  |         |
| 10 | Il nostro sogno 「ボクたちのユメ」 - Bokutachi no yume                         | 15 settembre 2024 |         |
| 11 | Il vero nome dei codardi 「臆病者の真名」 - Okubyōmono no mana                 | 22 settembre 2024 |         |
| 12 | Bacchetta e spada 「杖と剣」 - Tsue to tsurugi                                 | 29 settembre 2024 |         |

## Accoglienza
La serie è stata nominata per la settima edizione dei Next Manga Award nel 2021 nella categoria relativa ai manga cartacei.